# Ctenacanthiformes
Ordre
Familles de rang inférieur
- †Ctenacanthidae
- †Heslerodidae

Synonymes
- † Ctenacanthida

Les Ctenacanthiformes sont un ordre éteint de requins préhistoriques. Les espèces des différents genres se retrouvent dans des terrains allant du Dévonien au Miocène, avec une répartition mondiale.
Wikispecies liste 2 familles et un certain nombre de genres sans placement:
- †Acandylacanthus
- †Amelacanthus
- †Arauzia
- †Coelosteus
- †Echinodus
- †Eoorodus
- †Goodrichthys
- †Hybocladodus
- †Kaibabvenator
- †Lambdodus
- †Moyacanthus
- †Nanoskalme
- †Neosaivodus
- †Pororhiza
- †Saivodus
- †Styracodus